# Liste der Baudenkmale in Malchin
In der Liste der Baudenkmale in Malchin sind alle denkmalgeschützten Bauten der Stadt Malchin (Mecklenburg-Vorpommern) und ihrer Ortsteile aufgelistet.

## Legende
In den Spalten befinden sich folgende Informationen:
- ID-Nr: Die Nummer wird von den Denkmalämtern der Landkreise vergeben. Wenn sie nicht bekannt ist, bleibt die Spalte leer. In dieser Spalte kann sich zusätzlich das Wort Wikidata befinden, der entsprechende Link führt zu Angaben zu diesem Denkmal bei Wikidata.
- Lage: die Adresse des Denkmales und die geographischen Koordinaten.
Link zu einem Kartenansichtstool, um Koordinaten zu setzen. In der Kartenansicht sind Denkmale ohne Koordinaten mit einem roten bzw. orangen Marker dargestellt und können in der Karte gesetzt werden. Denkmale ohne Bild sind mit einem blauen bzw. roten Marker gekennzeichnet, Denkmale mit Bild mit einem grünen bzw. orangen Marker.
- Bezeichnung: Bezeichnung, so wie sie in den offiziellen Listen der Denkmalämter steht. Ein Link hinter der Bezeichnung führt zum Wikipedia-Artikel über das Denkmal. Wenn die Bezeichnung der Denkmalämter inhaltlich fehlerhaft ist, ist in der Spalte „Beschreibung“ darauf hinzuweisen.
- Beschreibung: Beschreibung des Denkmales
- Bild: ein Bild des Denkmales und gegebenenfalls einen Link zu weiteren Fotos des Denkmals im Medienarchiv Wikimedia Commons

## Baudenkmale nach Ortsteilen

### Malchin
| ID | Lage                                  | Bezeichnung | Beschreibung | Bild |
| -- | ------------------------------------- | --- | --- | --- |
|    | Am Kanal 3 (Karte)                    | Gaswerk, Halle auf quadratischem Grundriss | | |
|    | Am Kanal 11 (Karte)                   | Apotheke | | |
|    | Am Markt 15 (Karte)                   | Wohn- und Geschäftshaus mit Anbau | | |
|    | Am Markt (Karte)                      | Brunnen | | |
|    | Am Markt (Karte)                      | Denkmal für Walter Block und Karl Dressel | Denkmal für Walter Block und Karl Dressel | |
|    | Am Markt (Karte)                      | Rathaus mit Innenausstattung und Ratskeller | | Rathaus mit Innenausstattung und Ratskeller |
|    | Am Markt 12 (Karte)                   | Gedenktafel Marcus | | |
|    | Am Wall 2 (Karte)                     | ehem. Wohn- und Geschäftshaus mit Hinterhofgebäuden | | |
|    | Am Wall 10 (Karte)                    | Wohnhaus | | |
|    | Amtsgerichtsplatz (Karte)             | Amtsgericht | historisierendes Gerichtsgebäude von 1879, Eklektizismus mit klassizistischen und barocken Elementen, 1998–2009 Zweigstelle, danach Wohnhaus | Amtsgericht |
|    | (Karte)                               | Bahnhofskomplex mit Empfangsgebäude, ehem. Direktionsgebäude (Krankenkasse), Güterabfertigung, Wasserturm, Druckgasanlage, Stellwerk I, Stellwerk II, Nebengebäude auf U-förmigen Grundriss, Nebengebäude mit Satteldach und Fensterläden                                                                 | Bahnhof von 1864 | Bahnhofskomplex mit Empfangsgebäude, ehem. Direktionsgebäude (Krankenkasse), Güterabfertigung, Wasserturm, Druckgasanlage, Stellwerk I, Stellwerk II, Nebengebäude auf U-förmigen Grundriss, Nebengebäude mit Satteldach und Fensterläden                                                                 |
|    | Bahnhofstraße 20 (Karte)              | Wohnhaus | | |
|    | Basedower Straße 2 (Karte)            | Wohnhaus | 2-gesch. Eckhaus mit 3-gesch. Ecktürmchen und seitl. Giebelrisalit | Wohnhaus |
|    | Basedower Straße 33 (Karte)           | Krankenhaus | | |
|    | Basedower Straße 65 (Karte)           | Umspannwerk | | |
|    | Basedower Straße (Karte)              | Gedenkstein „Rudolf Breitscheid“ | Der Findling steht auf der Rasenfläche vor dem Amtsgericht Malchin. | Gedenkstein „Rudolf Breitscheid“ |
|    | Basedower Straße (Karte)              | Kriegerdenkmal 1870/71 | Das Kriegerdenkmal für den Deutsch-Französischen Krieg 1870/1871 schuf der Malchiner Steinbildhauer Büschel. Es wurde am 2. September 1877 eingeweiht und nach dem Zweiten Weltkrieg teilweise abgerissen.                                                 | Kriegerdenkmal 1870/71 |
|    | Basedower Straße (Karte)              | Wasserturm | Von 1902 bis 1980 in Betrieb, 25,5 m hoch, 2006 privatisiert für Wohnnutzung | Wasserturm |
|    | Bürgermeister-Faull-Straße 10 (Karte) | Wohnhaus | | |
|    | Bürgermeister-Tretow-Straße 1 (Karte) | Villa (Bank) | | |
|    | Bürgermeister-Tretow-Straße 2 (Karte) | Wohnhaus (Bank) | | |
|    | Fabrikstraße 3/4/5 (Karte)            | Wohnhauszeile | | |
|    | Fabrikstraße 6 (Karte)                | Wohnhaus | | |
|    | Fabrikstraße 7 (Karte)                | Wohnhaus | | |
|    | Fabrikstraße (Karte)                  | Reichsbahnausbesserungswerk (RAW) mit Halle I, Halle II, Halle III, zwei Schiebebühnen mit Gleisanlage und Waggonwaage | | |
|    | (Karte)                               | Friedhof (Basedower Straße) mit Friedhofstor, VVN-Denkmal, Gedenkstätte „Den Toten der Kriege und Opfern der Gewalt“, Kriegsgräber, Mausoleum, Sowjetischer Ehrenfriedhof I, Sowjetischer Ehrenfriedhof II, Grabmal Bülch, Grabstätte Mozer/Greve, Grabmal Pecat, Grabstätte Reinholz, Grabstätte Völcker | | Friedhof (Basedower Straße) mit Friedhofstor, VVN-Denkmal, Gedenkstätte „Den Toten der Kriege und Opfern der Gewalt“, Kriegsgräber, Mausoleum, Sowjetischer Ehrenfriedhof I, Sowjetischer Ehrenfriedhof II, Grabmal Bülch, Grabstätte Mozer/Greve, Grabmal Pecat, Grabstätte Reinholz, Grabstätte Völcker |
|    | Fritz-Reuter-Platz 4 (Karte)          | Wohnhaus | | |
|    | Fritz-Reuter-Platz 9 (Karte)          | Kreishaus | | |
|    | Goethestraße 2 (Karte)                | Wohnhaus I und II | | |
|    | Goethestraße 5 (Karte)                | Mühle mit Stall | | |
|    | Goethestraße 9 (Karte)                | Wohnhaus | | |
|    | Goethestraße 15 (Karte)               | Wohnhaus | | |
|    | Goethestraße (Karte)                  | Gedenkstätte / VVN-Denkmal | Das Denkmal entstand 1929 als Heldendenkmal für die Gefallenen aus dem Ersten Weltkrieg. Es wurde in den Jahren 1947 und 1948 zum VVN-Denkmal umgestaltet. Dabei wurden zwei Quader, einen Zinnenreihe und die ursprünglich vorhandene Schrift abgerissen. | Gedenkstätte / VVN-Denkmal |
|    | (Karte)                               | Kirche St. Johannis | | Kirche St. Johannis |
|    | Kreuzstraße 13 (Karte)                | Wohnhaus | | |
|    | Kreuzstraße 15 (Karte)                | Wohnhaus | | |
|    | Kreuzstraße 31 (Karte)                | Wohnhaus | | |
|    | Kreuzstraße 41 (Karte)                | Wohnhaus | | |
|    | Kreuzstraße 45 (Karte)                | Wohnhaus | | |
|    | Lindenstraße 4 (Karte)                | ehem. Wohnhaus (Amtsgebäude) | | ehem. Wohnhaus (Amtsgebäude) |
|    | Lindenstraße 36 (Karte)               | Villa | | |
|    | Lindenstraße 40 (Karte)               | Wohnhaus | | |
|    | Lindenstraße (Karte)                  | Transformatorenhaus | | |
|    | Lindenstraße (Karte)                  | Turnhalle und Gedenkstein für gefallene Turner von 1914/18 | Turnhalle von 1911 | Turnhalle und Gedenkstein für gefallene Turner von 1914/18 |
|    | Parkstraße 1 (Karte)                  | Tischlerei | | |
|    | Pastinakelstraße 3 (Karte)            | Wohnhaus | | |
|    | Pastinakelstraße 6 (Karte)            | Wohnhaus mit Stallscheune (an der Petersilienstraße) | | |
|    | Pastinakelstraße 9 (Karte)            | Wohnhaus | | |
|    | Pastinakelstraße 11 (Karte)           | Wohn- und Geschäftshaus | | |
|    | Pastinakelstraße 12 (Karte)           | Wohnhaus | | |
|    | Petersilienstraße 14 (Karte)          | Wohnhaus | | |
|    | Poststraße 1 (Karte)                  | Post | | Post |
|    | Poststraße 19 (Karte)                 | Schlauchturm | | Schlauchturm |
|    | Rektor-Bülch-Straße                   | Denkmal „Carl Bülch“ | Denkmal „Carl Bülch“ | |
|    | Schratweg 1 (Karte)                   | Wohnhaus | | |
|    | Schratweg 6/8 (Karte)                 | Wohnhaus | | |
|    | Schratweg 12 (Karte)                  | Wohnhaus | | |
|    | Schulstraße 31 (Karte)                | Wohnhaus | | |
|    | Schweriner Straße 1 (Karte)           | Wohnhaus mit Speicher | | |
|    | Schweriner Straße 5 (Karte)           | Wohnhaus | | |
|    | Schweriner Straße 7 (Karte)           | Wohnhaus mit Stall | | |
|    | Schweriner Straße 19/21 (Karte)       | Wohnhaus mit Flügelanbau | | |
|    | (Karte)                               | Stadtbefestigung mit Stadtmauer, Kalensches Tor, Steintor und Wallbereich | Stadtbefestigung mit Stadtmauer, Kalensches Tor, Steintor und Wallbereich | Stadtbefestigung mit Stadtmauer, Kalensches Tor, Steintor und Wallbereich |
|    | Steinstraße 2 (Karte)                 | Wohn- und Geschäftshaus | | |
|    | Steinstraße 5 (Karte)                 | Verlagshaus | | |
|    | Steinstraße 9 (Karte)                 | Wohn- und Geschäftshaus | | |
|    | Steinstraße 10 (Karte)                | Wohn- und Geschäftshaus | | |
|    | Steinstraße 14 (Karte)                | Wohn- und Geschäftshaus mit Laubengangbau | | |
|    | Steinstraße 16 (Karte)                | Wohn- und Geschäftshaus mit Laubengangbau | | |
|    | Steinstraße 18 (Karte)                | Wohn- und Geschäftshaus | | |
|    | Steinstraße 20 (Karte)                | Wohn- und Geschäftshaus mit Wandmalereien im Windfang und Flur und Hinterhaus | | |
|    | Steinstraße 22 (Karte)                | Wohn- und Geschäftshaus mit Hofgebäuden | | |
|    | Steinstraße 24 (Karte)                | Wohnhaus mit Hofgebäude | | |
|    | Steinstraße 25 (Karte)                | Wohn- und Geschäftshaus | | |
|    | Steinstraße 29 (Karte)                | Wohn- und Geschäftshaus | | |
|    | Strietfeld 1 (Karte)                  | Wohnhaus | | |
|    | Strietfeld 2 (Karte)                  | Wohnhaus mit Stall | | |
|    | Strietfeld 4 (Karte)                  | Wohnhaus | | |
|    | Strietfeld 6 (Karte)                  | Wohnhaus mit Stall | | |
|    | Strietfeld 14 (Karte)                 | Wohnhaus mit Stall | | |
|    | Strietfeld 17 (Karte)                 | Wohnhaus | | |
|    | Strietfeld 19 (Karte)                 | Wohnhaus mit Stall | | |
|    | Strietfeld 21 (Karte)                 | Wohnhaus mit Stall | | |
|    | Strietfeld 22 (Karte)                 | Wohnhaus mit Stall | | |
|    | Strietfeld 23 (Karte)                 | Wohnhaus und ehem. Psychiatrie | | |
|    | Strietfeld 36 (Karte)                 | Wohnhaus mit Stall | | |
|    | Strietfeld 40 (Karte)                 | Wohnhaus | | |
|    | Turnplatz 12 (Karte)                  | Wasserwerk und Pumpstation | freistehender, backsteinsichtiger Bau, 1901 im neogotischen Stil erbaut, 1903 in Betrieb genommen, bis 1984 genutzt | Wasserwerk und Pumpstation |
|    | Warener Straße (Karte)                | Kreisbetrieb für Landtechnik mit Montagehallen, Ausbildungswerkstätten, Versammlungshaus mit Kantine, Heizungsgebäude, Schornstein, Schule, zwei Pförtnerhäusern und vier Verwaltungsgebäuden und Einfassung                                                                                              | | |
|    | Wargentiner Straße (Karte)            | Kino „Filmbühne“ | | |
|    | Wiesenstraße 8a (Karte)               | Tür | | |

### Alt Panstorf
| ID | Lage    | Bezeichnung                                    | Beschreibung                                                                                       | Bild                      |
| -- | ------- | ---------------------------------------------- | -------------------------------------------------------------------------------------------------- | ------------------------- |
|    | (Karte) | Alter Kirchenweg (Kastanienallee nach Remplin) | |                           |
|    | (Karte) | Kirchenruine Alt Panstorf                      | Die Kirche stammt ursprünglich aus dem 14. Jahrhundert, sie wurde bis ins 19. Jahrhundert genutzt. | Kirchenruine Alt Panstorf |

### Duckow
| ID  | Lage               | Bezeichnung | Beschreibung | Bild           |
| --- | ------------------ | ----------- | ------------ | -------------- |
| 355 | Dorfstraße 11      | Schule      |              |                |
| 356 | Dorfstraße (Karte) | Kirche      |              | Weitere Bilder |

### Gorschendorf
| ID | Lage                  | Bezeichnung                                                          | Beschreibung | Bild           |
| -- | --------------------- | -------------------------------------------------------------------- | ------------ | -------------- |
|    | Dorfstraße 29 (Karte) | ehem. Bahnhof mit Gepäckabfertigung und Aborthaus                    |              | Weitere Bilder |
|    | (Karte)               | Kirche mit Friedhof mit Grabstätte Krüger und Grabstätte von Wickede |              | Weitere Bilder |

### Gülitz
| ID | Lage           | Bezeichnung                               | Beschreibung | Bild |
| -- | -------------- | ----------------------------------------- | ------------ | ---- |
|    | Dorfstraße 1   | Forsthaus mit Stallscheune                |              |      |
|    | Dorfstraße 4   | Wohnstallgebäude                          |              |      |
|    | Dorfstraße 6/7 | Wohnhaus                                  |              |      |
|    | Dorfstraße 8/9 | Wohnhaus                                  |              |      |
|    |                | Meilenstein (an der Straße nach Neukalen) |              |      |

### Hagensruhm
| ID | Lage | Bezeichnung           | Beschreibung | Bild |
| -- | ---- | --------------------- | ------------ | ---- |
|    |      | Denkmal „Wildschwein“ |              |      |

### Neu Panstorf
| ID | Lage           | Bezeichnung                                                | Beschreibung | Bild |
| -- | -------------- | ---------------------------------------------------------- | ------------ | ---- |
|    | Dorfstraße 50  | Scheune                                                    |              |      |
|    | Neu Panstorf 4 | Forsthaus mit Stall und Scheune (südlich von Neu Panstorf) |              |      |

### Pinnow
| ID  | Lage                      | Bezeichnung                            | Beschreibung | Bild |
| --- | ------------------------- | -------------------------------------- | --- | ---- |
| 882 | Pinnow 16 (Karte)         | ehem. Schule (Wohnhaus)                | |      |
| 884 | Ortskern (Karte)          | Dorfanlage mit Lenné Struktur,         | |      |
| 884 | Pinnow 10 (Karte)         | Gutshaus,                              | 2-gesch., 11-achs., sanierter Putzbau vom 18. Jh. mit Umbauten von 1840, Gut der Familie von Maltzahn ab 1210, mit einigen Unterbrechungen bis heute. |      |
| 884 | Pinnow 8 (Karte)          | Park,                                  | Landschaftspark nach Plänen von Peter Joseph Lenné von um 1850                                                                                        |      |
| 884 | Pinnow 6, 7 (Karte)       | Inspektorenhaus,                       | 1-gesch. Putzbau mit Krüppelwalm. |      |
| 884 | Pinnow 11, 12             | Wirtschaftsgebäude                     | |      |
| 883 | Pinnow (auf dem Friedhof) | Glockenstuhl mit zwei Glocken von 1913 | |      |

### Pisede
| ID | Lage | Bezeichnung                                        | Beschreibung | Bild           |
| -- | ---- | -------------------------------------------------- | ------------ | -------------- |
|    |      | Meilenstein (B 104, an der Abzweigung nach Pisede) |              |                |
|    |      | Bahnhof                                            |              | Weitere Bilder |
|    |      | Meilenstein (an der Straße nach Neukalen)          |              |                |

### Remplin
| ID | Lage                    | Bezeichnung | Beschreibung | Bild           |
| -- | ----------------------- | --- | --- | -------------- |
|    | Dorfstraße 19           | Mühle | |                |
|    | Dorfstraße 20/21        | Landarbeiterhaus | |                |
|    | Dorfstraße 54 (Karte)   | Gasthaus „Zur Linde“ | |                |
|    | (Karte)                 | Schlossanlage mit Schloßflügel, Park, Gartenmauer mit Fries und Vasen, Säule und Skulpturreste, Inspektorenhaus, Kapelle, Torturm, Zufahrt mit Pflasterung und Allee, Wirtschaftsgebäude, Stall, Taubenturm | ehem. Renaissancebau mit dreiflügeliger Barockanlage; erhalten sind: Nordflügel, 37 Meter hoher Torturm von 1750, Gutskirche, Wirtschaftshäuser, Taubenturm und Nebengebäude | Weitere Bilder |
|    | Schloss Remplin (Karte) | Sternwarte | 14 m hoher Turm der Sternwarte von 1801 | Weitere Bilder |
|    |                         | Basaltpflaster und Straßenräume in der Ortslage | |                |
|    | Dorfstraße              | Schmiede (rechts neben Nr. 54) | |                |
|    | Kirche mit Friedhof     | Backsteinmauer und Grabmal der Herzöge zu Mecklenburg | Neogotischer Bau von 1878 Plänen von Georg Daniel |                |
|    |                         | Kriegerdenkmal 1870/71 | |                |
|    |                         | Kriegerdenkmal 1914/18 (vor der Schlosskapelle) | |                |

### Salem
| ID | Lage          | Bezeichnung | Beschreibung | Bild           |
| -- | ------------- | ----------- | --- | -------------- |
|    | Dorfstraße 1  | Wohnhaus    | | Wohnhaus       |
|    | Dorfstraße 3  | Büdnerei    | | Büdnerei       |
|    | Dorfstraße 17 | Hallenhaus  | Nach jahrelangem Leerstand und Diskussionen über einen Abriss kam es Ende 2021 bei einem Sturm zu heftigen Beschädigungen, so dass das Gebäude 2022 abgerissen wurde. | Weitere Bilder |

### Scharpzow
| ID | Lage    | Bezeichnung                                                                    | Beschreibung | Bild |
| -- | ------- | ------------------------------------------------------------------------------ | --- | ---- |
|    |         | Meilenstein (an der B 104)                                                     | |      |
|    | (Karte) | Gutshaus (Nr. 19) mit, Park, Inspektorenhaus (Nr. 21), Pferdestall, Torpfeiler | 1-gesch., L-förmiger Backsteinbau als Umbau aus der 2. Hälfte des 19. Jh. mit Krüppelwalm und 2-gesch. Mittelrisalit |      |
|    |         | Kriegerdenkmal 1914/18 (Dorfstraße)                                            | |      |

### Wendischhagen
| ID | Lage                   | Bezeichnung                 | Beschreibung | Bild |
| -- | ---------------------- | --------------------------- | ------------ | ---- |
|    | Dorfstraße 3           | Bauernhaus                  |              |      |
|    | Dorfstraße 6/7 (Karte) | ehem. Schule                |              |      |
|    | Dorfstraße 13 (Karte)  | Bauernhaus                  |              |      |
|    | Dorfstraße 15 (Karte)  | Bauernhaus mit Stallscheune |              |      |
|    | Dorfstraße 17 (Karte)  | Fachwerkhaus                |              |      |
|    | Dorfstraße 18 (Karte)  | Bauernhaus mit Backhaus     |              |      |

## Quelle
- Karte der Baudenkmale im Geoportal des Landkreises